# خی کمان
خی کمان یک ستاره است که در صورت فلکی کمان قرار دارد.